# Barichneumon
Barichneumon är ett släkte av steklar som beskrevs av Thomson 1893. Barichneumon ingår i familjen brokparasitsteklar.

## Dottertaxa tillBarichneumon, i alfabetisk ordning[1][2]
- Barichneumon absolutus
- Barichneumon additus
- Barichneumon albicaudatus
- Barichneumon albignator
- Barichneumon albipilosus
- Barichneumon amabilis
- Barichneumon anator
- Barichneumon anatorius
- Barichneumon annulicornis
- Barichneumon arakawai
- Barichneumon archboldi
- Barichneumon aztecus
- Barichneumon bactricus
- Barichneumon bilunulatus
- Barichneumon californicus
- Barichneumon cameroni
- Barichneumon canariensis
- Barichneumon carolinensis
- Barichneumon castoldii
- Barichneumon chionomus
- Barichneumon comis
- Barichneumon condecoratus
- Barichneumon constrictus
- Barichneumon coxalis
- Barichneumon curticornis
- Barichneumon danieli
- Barichneumon derogator
- Barichneumon dicax
- Barichneumon erythropoda
- Barichneumon erythrozonus
- Barichneumon excelsior
- Barichneumon flaviscuta
- Barichneumon floridanus
- Barichneumon fumipennis
- Barichneumon funkikonis
- Barichneumon fuscatus
- Barichneumon fuscosignatus
- Barichneumon gaullei
- Barichneumon gemellus
- Barichneumon heracliana
- Barichneumon hispanator
- Barichneumon hozanensis
- Barichneumon iowensis
- Barichneumon leucurus
- Barichneumon libens
- Barichneumon limpidipennis
- Barichneumon lituratae
- Barichneumon lucipetens
- Barichneumon macariae
- Barichneumon manni
- Barichneumon marginoscutellaris
- Barichneumon microcerus
- Barichneumon mitra
- Barichneumon montgator
- Barichneumon muciallae
- Barichneumon neosorex
- Barichneumon nigrifemur
- Barichneumon nigripes
- Barichneumon nubilis
- Barichneumon obsoletorius
- Barichneumon parvulus
- Barichneumon peramoenus
- Barichneumon peregrinator
- Barichneumon perversus
- Barichneumon pilosus
- Barichneumon plagiarius
- Barichneumon praeceptor
- Barichneumon procerus
- Barichneumon pulchralis
- Barichneumon quadriguttatus
- Barichneumon queyranus
- Barichneumon rhenanus
- Barichneumon rufipes
- Barichneumon sambonis
- Barichneumon scopanator
- Barichneumon scopulatus
- Barichneumon sedulus
- Barichneumon sexalbatus
- Barichneumon similis
- Barichneumon sorex
- Barichneumon soror
- Barichneumon sphageti
- Barichneumon strymonidiae
- Barichneumon submontanus
- Barichneumon suisharioensis
- Barichneumon syriator
- Barichneumon tainanensis
- Barichneumon tamahonis
- Barichneumon tanakai
- Barichneumon teshionis
- Barichneumon tibialis
- Barichneumon tischbeini
- Barichneumon tosaensis
- Barichneumon tropicus
- Barichneumon varibalteatus
- Barichneumon vishnu